# Staroobrzędowcy w gminie Ukta
Staroobrzędowcy w gminie Ukta – staroobrzędowcy, którzy rozpoczęli osiedlanie się w Prusach od 1831, osiedlili się we wsiach Onufryjewo, Ukta, Zameczek, Iwanowo, Piaski.
Pierwszego zakupu ziem nad rzeką Krutynią w pobliżu jeziora Duś dokonano 2 grudnia 1831 i było to 1504 morgów pruskich lasu. Głównym nabywcą tych terenów był brat Jefima Borysowa, Sidor Borysow (Sławikow), mieszkający przed przyjazdem do Prus w Posejance w Suwalskiem. Po stłumieniu powstania w Polsce, zjawił się on tam z pozostałymi współtowarzyszami i przystąpił do zakładania wsi. Sidor Borysow, na pamiątkę wsi w powiecie rzeżyckim, w guberni witebskiej (ówczesna Rosja), w której w 1778 się urodził, nazwał ją Wejnowem (później Wojnowo).
W grudniu 1831 staroobrzędowcy zakupili również grunty na lewym brzegu Krutyni na północ od Wojnowa, gdzie powstały z czasem następujące wsie: Gałkowo (od staroruskiego słowa galiat – radować się, niem. Galkowen), Mościska (Ignatowo, zwane też Nikołajewo, Nikolaihorst) od imienia jednego z czterech osadników, Zameczek (Schlößchen) i w 1840 Iwanow (Iwanowen). Na północny wschód od Wojnowa trzynastu staroobrzędowców przyjechało ze wsi Jury, Wilczego, Poliszewo i Ignacego. Osiedli oni na 722 morgach 27 prętach ziemi, dając zgodnie z aktem kupna-przedaży z 1 kwietnia 1832 początek wsi Ładne Pole (Schoenfeld), nazwanej później Śwignajno Małe. Wieś ta powstała na północny wschód od Wojnowa.
Niejaki Fiodor Iwanow (Czujow) z Białej Góry (w pow. Suwalskim) nabywając 230 morgów 20 prętów ziemi założył wieś Kadzidłowo (Kadzidlowen). Na podstawie podobnej transakcji w 1832 powstała wieś Piaski (Piasken), położona nad jeziorem Bełdany w odległości 1,5 km od Onufryjewa. Głównymi nabywcami byli Onufry Jakowlew i Sawaszej Osipow (Piaskowski). Staroobrzędowcy byli też założycielami wsi Piotrowo (Peterhain) i Osiniak (Fedorwalde).
Staroobrzędowcy nabyli w różnym czasie łącznie 5047 morgów leśnego gruntu za sumę 24 084 talarów. W sumie wyznawcy starej wiary prawosławnej założyli jedenaście wsi w powiecie mrągowskim. Starowiercy mieszkali jeszcze w rozproszeniu w innych powiatach. W 1837 roku w powiecie węgorzewskim było ich 3, w gołdapskim – 4, w piskim – 36, w giżyckim – 3, w ełckim – 19 i w oleckim – 8. Wszyscy pełnoprawni osiedleńcy w liczbie 275 emigrowali na Mazury w latach 1829–1832 z 29 wsi guberni augustowskiej i suwalskiej: Biała Góra, Buda Ruska, Głęboki Rów, Huta, Ignacewo (Mościska, Nikołajewo), Jury, Kolno, Leszczewo, Linówek, Lipina, Lipniak, Malinowo, Olszynka, Pijawne Ruskie, Pokralewo, Pogorzelec, Politewo, Posejanka, Rykowizna, Sejny, Smolewizna, Sołomianki, Szczury, Wiernie, Wilczego, Wodziłki, Wysoka Góra, Zaleszczewo i Zdrojszczyki. Pozostali przybywali do 1842 również z tych ziem, ale także z guberni witebskiej i wileńskiej. Od jednej do kilku rodzin przybyło z guberni czernihowskiej, nowogródzkiej, mińskiej, pskowskiej, smoleńskiej, twerskiej, moskiewskiej, woroneskiej, żytomierskiej i niżnonowogrodzkiej. Z Warszawy i Modlina przyjechało 10 osób (9 do Wojnowa, 1 do Onufryjewa), z Rygi – 16, po 5 z Dyneburga i Moskwy, po 3 z Petersburga i Miławy i po 1 z Rajgrodu w królestwie polskim oraz Kijowa, Jarosławia, Orłowa i bliżej nieznanych z Podola. Osadników zwalniano od opłaty podatków w ciągu pierwszych sześciu lat, ale nie przyznano im przywileju wolnego wyrębu lasów. Nie uzyskali też zwolnienia od obowiązku służby wojskowej aż do trzeciego pokolenia. Jedynie staroobrzędowcy z pierwszego pokolenia, którzy nabyli ziemię na swoje imię, byli wolni od poboru do wojska. Ponieważ przeważnie grunty formalnie kupował jeden delegowany staroobrzędowiec, więc ci wszyscy, którzy od niego otrzymywali swoje parcele, tracili prawo do zwolnienia ze służby wojskowej. W 1842 roku w wieku poborowym było 142 starowierców, we wsiach Wojnowo – 61, Osiniak – 11, Gałkowo – 8, Nikołajewo – 5, Onufryjewo – 16, Piotrowo – 7, Piaski – 5, Zameczek – 12, i Ładne Pole – 17 mężczyzn. Jedynym ustępstwem wobec nich była zgoda na niestrzyżenie bród. Mimo tych ograniczeń 8 stycznia 1834 roku przybysze zdołali wybudować dla siebie domy i w większości wykarczować las na zakupionym terenie. Z miejscową administracją osadnicy porozumiewali się w języku polskim, który opanowali w czasie pobytu w Królestwie Polskim. Przy zawieraniu umów towarzyszył im polski tłumacz przysięgły – Skopnik. Starowiercy na Mazurach, zanim pobudowali molenny, modlili się w wybranych domach odpowiednio przystosowanych do tego celu.

## Budowle religijne
W 1837 staroobrzędowcy mieli już świątynię w Ładnym Polu. Zbudowali ją mieszkańcy wsi Ładne Pole, Osiniak i Piotrowo. Została wzniesiona z surowych okrąglaków i pokryta słomą. Przed wejściem dostawiono dzwonnicę z ośmiokońcowym krzyżem, do której wchodziło się z przedsionka świątyni. Pod dwuspadowym daszkiem zawieszone były początkowo biła – drewniane i metalowe, a potem dzwony. Ostatnie nabożeństwo odbyło się w niej w 1915. W 1935 molennę rozebrano.
W 1846 wybudowano w Wojnowie większą cerkiew z dzwonnicą o wymiarach: 10 m długości, 6 m szerokości, i 5 m wysokości. Daszek na dzwonnicy był czterospadowy i wchodziło się do niej z zewnątrz po specjalnej drabinie, żeby uruchomić trzy dzwony. Na tylnej części dachu molenny, na kwadratowej podstawie umieszczona została kopulasta wieżyczka z ośmiokońcowym krzyżem wysokości 12 m. Po pożarze w 1921 wybudowano z czerwonej cegły nową świątynię, zewnątrz przypominającą kościół ewangelicki, ale wnętrze jej, istniejące do dziś, jest typowe dla cerkwi wyznawców starej wiary prawosławnej. Istnieje również do dzisiaj zespół budynków klasztornych z XIX wieku.